# Фибрилација срчаних комора
Фибрилација срчаних комора или вентрикуларна фибрилација јесте најтежи облик поремећаја срчаног ритма, као последица несинхрононизованог грчења (контракције) мишића срчаних комора, тако да нема правилне хемодинамике срчано-судовног система што врло брзо доводи до смрти. Фибрилација комора има фаталне последице на хемодинамику циркулације, јер у том стању срце уопште не избацује крв у крвоток, (заправо, срце ради, али је ефикасност равна нули), што изазива општу хипоксију у ткивима и ћелијама. Због престанка напајања мозга крвљу, након 4-5 секунде од почетка фибрилације срчаних комора, настаје несвестица, а кроз неколико минута следи и мождана смрт.
Фибрилација срчаних комора је „убијање“ срца сопственим електропотенцијалима и струјама, односно "аутоелектрокуција срца", како је то означио Lowe

## Епидемиологија
Изненадни срчани застој је водећи узрок смрти у индустријализованом свету. Најмање једна четвртина људи умире фибрилацијом комора, због изазваног срчаног застоја. Фибрилација срчаних комора се јавља око 1,5 пута чешће код мушкараца него код жена.
Према неким истраживањима, фибрилација срчаних комора има значајан утицај на смртност, са око 70.000 до 90.000 изненадних срчаних смрти сваке године у Уједињеном Краљевству, са стопом преживљавања од само 2%. Слична ситуација је и у другим високоразвијеним земљама света. 
Већина смртних исхода, услед фибрилације срчаних комора, најчешће настаје као последица инфаркта миокарда, односно „срчаног удара“, али веома често и као последица удара електричном струјом (најчешће струјом учесталости 60 Hz).
Особе са фибрилацијoм срчаних комора имају око 5 пута веће шансе да оболе од можданог удара, у односу на особе без фибрилације срчаних комора. Тако нпр. саму у Сједињеним Америчким Државама, сваке године, јавља се око 60.000 нових случајева можданог удара насталог као последица фибрилација срчаних комора.
Фибрилације, као и остале срчане аритмије обично су ограничене само на преткоморе или само на коморе, и никако не захватају истовремено цело срце, јер су преткоморске и коморске мишићне масе, електрично раздвојене везивним прстеновима око срчаних залистака (валвула), па се зато и одвојено разматрају и терапијски третирају, фибрилације перткомора, од фибрилације комора (које су знатно тежи и озбиљнији поремећај срчаног ритма). Илустрације ради, преткоморске фибрилације могу трајати и више година а да не проузрокују знатнију слабост срца (јер је код њих ефикасност „срчане пумпе“ умањена за 20-30%), док код коморских фибрилација настаје потпуни отказ те исте пумпе праћен престанком кретања крви.

## Етиологија
Најчешће се фибрилације срчаних комора јављају код;
- инфаркта миокарда, (у око 12% болесника, а од тога у прва 72 часа чак и до 50%).[5]
- кардиомиопатија, са учесталим и мултифокалним екстраситолама („прескакања“) срца,
- феохромоцитома.
- екстрасистола (које потичу из више жаришта-фокуса) најчешћи су продром у развоју фибрилације али и флатера срчаних комора
- тровања, кардиотоксичним лековима, дрогом итд.,
- идиопатска вентрикуларна фибрилација (непознатог узрока) која има инциденцу од око 1% свих ванболничких случајева, као и 3% -9% случајева коморске фибрилације које нису везане за инфаркт миокарда, а 14% свих коморских фибрилације присутан је код болесника млађих од 40 године.[10]
- струјног удара,
- удара грома.

Смртнос због фибрилација срчаних комора је најизраженија у раној фази срчаног удара и износи 22%, и расте у каснијој фази на 75%, због нарушеног стања срчаног мишића (миокарда) и хемодинамских поремећаја. Коморе, у току фибрилације, не могу истиснути крв, која непрестано у њих пристиже, и изазива њихово проширење (дилатацију), што ремети циркулацију у срчаним крвним судовима и драстично слаби снагу контракције (грчења) срчаног мишића, тако да и ако би се појавила регуларна контракција, срце се више неће контраховати.
Према томе, кад почне фибрилација комора болесник одмах умире. 

## Патофизиологија
Код фибрилација комора, срчани импулси настају у коморама, неправилни су и крећу се насумице. Они најпре надражују један део мишића комора, затим неки други, па неки наредни, да би се импулс поново вратио у део срчаног мишића одакле су кренули - тај процес се непрекидно понавља и не престаје (све до настанка смрти или реанимације-успостављања нормалног ритма). За време фибрилација срца много малих делова коморског мишића се истовремено грчи (контрахује), неусклађено и насумице, па комора не избацују крв или је избацује делимично. Заправо, срце ради, али је ефикасност равна нули. Због тога долази до престанка напајања мозга, па 4-5 секунди од почетка вентрикуларне фибрилације настаје несвестица, а кроз неколико минута следи смрт.
Фибрилацији срчаних комора најчешће претходи електрична и биоелектрична нестабилност срчаног мишића (миокарда) и бројне патохистолошке промене и патофизиолошки процеси.
- Патохистолошке промене; су оштећења ћелијских мембрана и интрацелуларних простора миофибрила исхемичним, токсичним, запаљењским и дегенеративним процесима. У овим процесима нарочито су изражене перинекротичне зоне у исхемијској болести срца са острвцима везивног ткива које је извор електричне нестабилности срца.[5]
- Патофизиолошки процеси; су сложени а често и недовољно разјашњени процеси. Могу бити условљени између осталог поремећајима ацидобазне равнотеже и поремећајима равнотеже течности и електролита. Посебан значај у овом процесу играју повећане вредности катехоламина у крви.[5] У условима као што је исхемија миокарда, могући механизам аритмија је смањења унутарћелијска концентрација К + (калијума), повећан ванћелијска концентрација К +, норадреналина и појава ацидозе.
- Електрокардиограм (ЕКГ). Фибрилација срчаних комора, са на ЕКГ снимку карактерише неједнаким, ундулантним контракцијама, на којима је немогуће идентификовати QRS комплекс који убрзо доводе до тренутног престанка физиолошких срчаних контракција и појаве застоја срца, ако се одмах не интервенише.[2]

## Лечење
Фибрилација срчаних комора, лечи се применом следећих терапеутских метода;

### Дефибрилација срца
Дефибрилација срца, је примена контролисаног електричног шока у сврху успостављања нормалног ритма срца. Изводи се применом специјалних медицинских уређаја - дефибрилатора, чије се електроде постављају на грудни кош, или ако је он отворен непосредно на срце. 
Рана дефибрилација је од виталног значаја и са њом треба започети пре доласка болесника у болницу. Успешност дефибрилације опада по стопи од 10%-15% за сваки минут после почетка фибрилације срчаних комора. Стопа успешности од 75% постиже се код строго надгледаних дефибрилација које су започете у најкраћем могућем времену..

### Масажа срца
Масажа срца је један је од поступак кардиопулмоналне реанимације којим се успоставља и одржава крвоток након акутног срчаног застоја изазваног фибрилацијом комора. Срчани застој најчешће настаје код мушкараца старијих од 50 година у 3/4 случајева, истоветно као и током дана (између 8 и 18 часова) у 3/4 случајева. 
Свака компресија срца током масаже опонаша откуцај срца и зато ако се превремено стане са масажом - стат ће и проток крви у мозак, и за 4-5 минута настати мождана смрт. 
Са применом масажа срца, на основу основних начела кардиопулмоналне реанимације, треба започети одмах након ослобађања дисајних путева и вештачког дисања. Како код особа са застојем срчаног рада често долази и до застоја дисања, уз масажу срца, у начелу, треба увек применити и вештачко дисање „уста на уста” (директном инсуфлацијом  или уз помоћ тубуса), јер представља брзу методу коју може да спроведе, истовремено, исти спасилац.

### Примена антиаритмика
За лечење фибрилација срчаних комора, користе се следећи лекови;
- адреналин, који се некада примењивао интракардијално, данас се апликује у вену, или ендотрахеални тубус, ређе интраосеално
- антиаритмици, Амиодароне или Лидокаин могу помоћи, али, за разлику од преткоморске фибрилације, коморске фибрилације примена ових лекова може остати без одговора.
- натријум бикарбонат.